# 선양낭포암
선양낭포암(Adenoid cystic carcinoma)은 다양한 신체 부위에 존재할수 있는 희귀암이다. 이 종양은 침샘에서 가장 흔히 발생하지만 유방, 눈물샘, 폐, 뇌, 큰질어귀샘, 기관 및 부비동을 포함한 많은 해부학적 범위에서 찾아볼수 있다. 

## 증상
- 코막힘
- 안면통
- 후비루
- 구개점막 궤양
- 비출혈
- 유루증